# Nekojiru-sō
Nekojiru-sō (ねこぢる草, Nekojiru-sō, lit. Grama Nekojiru), é um filme experimental curta-metragem de animação produzido no Japão dirigido por Tatsuo Satō, baseado no Manga criado pela autora Nekojiru, O filme segue Nyata, um gato antropomórfico, em sua jornada para o submundo e de volta, numa missão para salvar a alma de sua irmã. A narrativa é caracterizada por elementos surreais.

## Contexto
Os personagens protagonistas do filme, Nyaako e Nyata, fizeram sua estreia inicial em junho de 1990 na revista Garo como parte de uma série de mangás. Esses personagens também aparecem em uma série de televisão composta por 27 episódios de 2 minutos, os quais foram coletivamente intitulados Nekojiru Gekijō (ねこぢる劇場, Nekojiru Theatre). A série apareceu em 1999 como um segmento no programa Bakushō-Mondai no Boss-Kyara-Ō (爆笑問題のボスキャラ王).
Nekojiru, a artista, nasceu em 19 de janeiro de 1967 e morreu por suicídio em 10 de maio de 1998. Seu nome de nascimento era Chiyomi Hashiguchi (橋口 千代美, Hashiguchi Chiyomi, née Nakayama (中山)) .

## Prêmios
Nekojiru-sō ganhou um Prêmio de Excelência na Divisão de Animação no Festival de Artes Midiáticas do Japão em 2001, o prêmio de "Melhor Curta-Metragem" no Fantasia Festival de 2001 e o Prêmio de Prata de Animação na Exposição de Curta-Metragem e Vídeo de Nova York em 2003.